# Team Timpaan
Team Timpaan was een Nederlandse marathonschaatsploeg onder leiding van Tjeuke Horsten. Twee van de vier schaatsers waren van buitenlandse afkomst. Sara Bak-Briand is een Deense stayer en Nadine Seidenglanz is een Duitse.

## Seizoen 2012-2013
De volgende langebaanschaatsers maakten deel uit van dit team:
- Sara Bak-Briand
- Lisanne Buurman
- Nadine Seidenglanz
- Corina Strikwerda